# Lepidobatrachus
Lepidobatrachus là một chi động vật lưỡng cư trong họ Ceratophryidae, thuộc bộ Anura. Chi này có 3 loài và không bị đe dọa tuyệt chủng.

## Hình ảnh

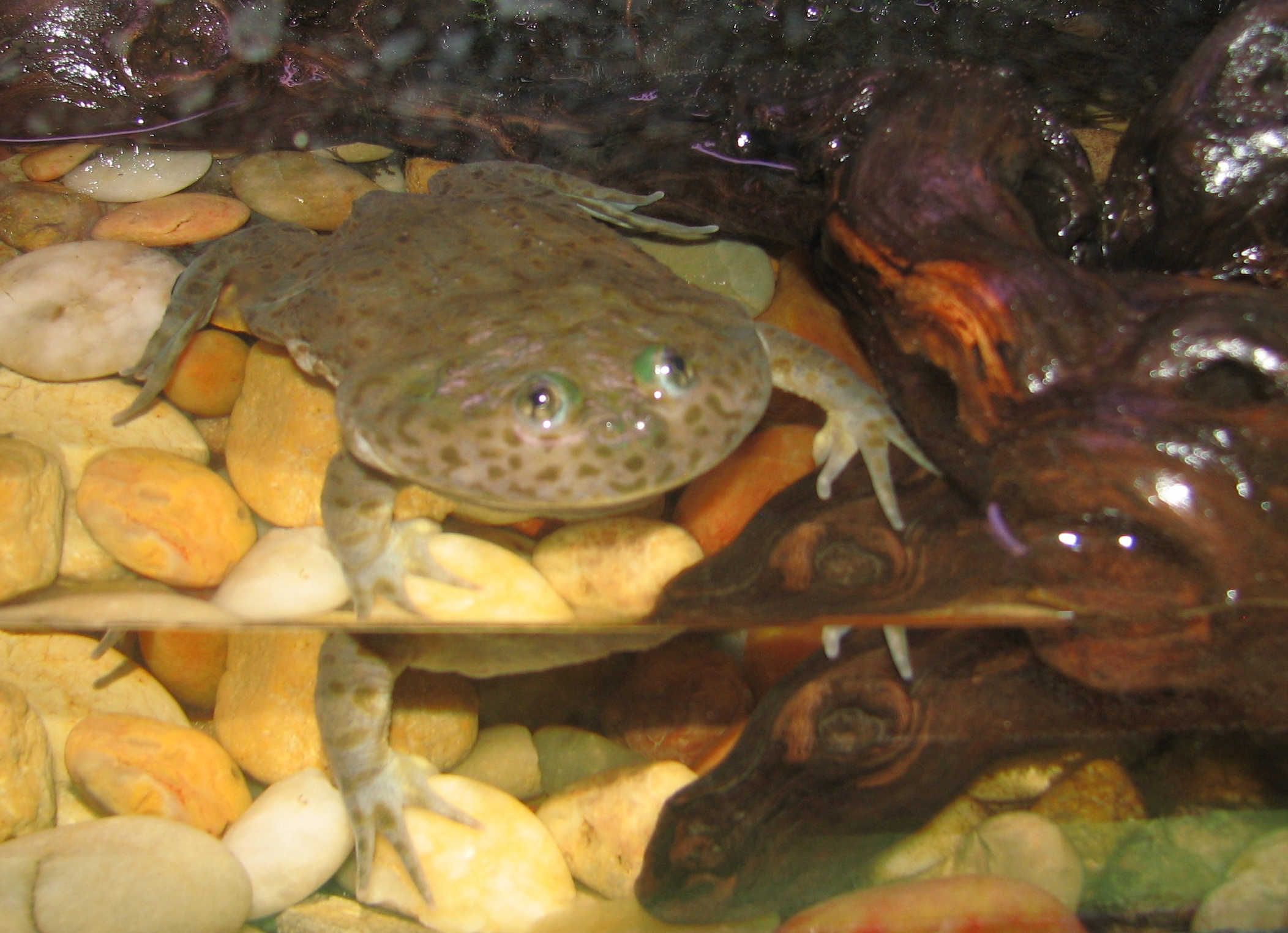
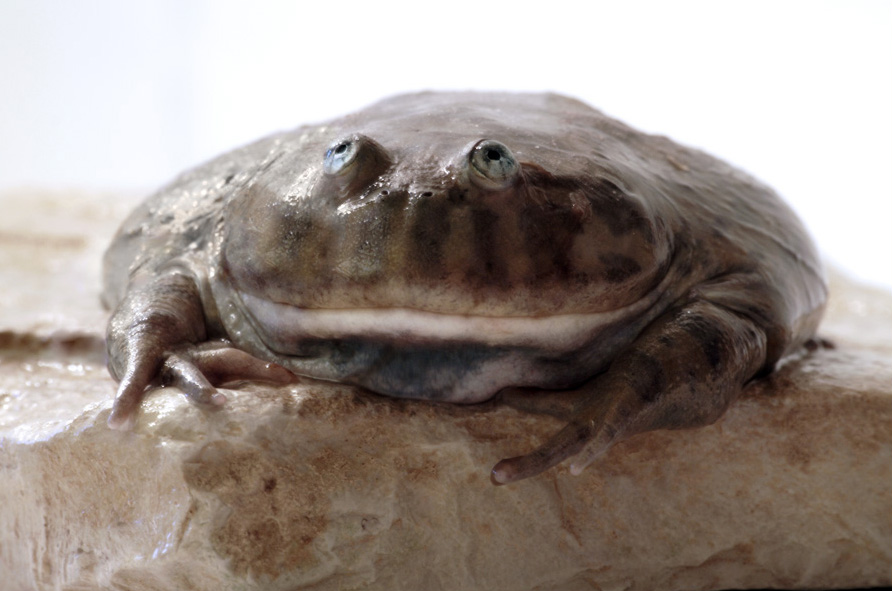